# Valdemar Thisted

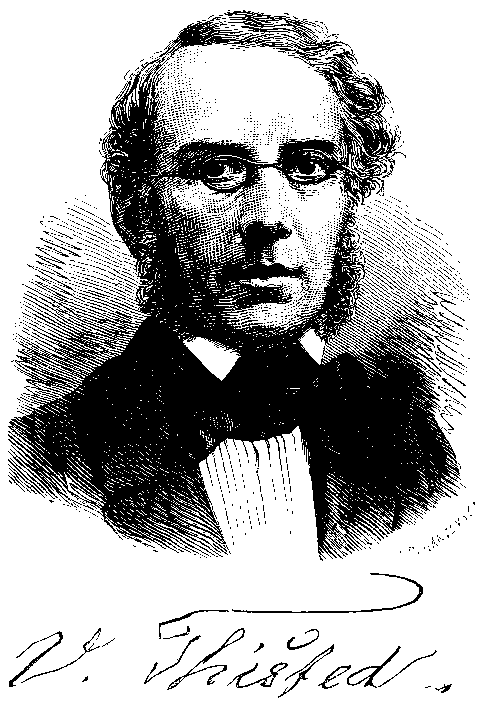
Valdemar Thisted.

Valdemar Adolph Thisted, född den 28 februari 1815, död den 14 oktober 1887, var en dansk präst och författare. Han var son till Jørgen Thisted.
Thisted blev candidatus theologiæ 1840, var adjunkt vid högre realläroverket i Aarhus 1846–1853, blev kyrkoherde i Nord-Slesvig 1855 och var i ett pastorat nära Kalundborg 1862–1870. Han utgav under pseudonymen Emanuel St. Hermidad 1843 En Vandring i Syden, där hans fantasi och framställningsförmåga ersatte hans brist på autopsi. Senare följde flera äventyrsromaner, såsom Havfruen (1846), Tabt og vunden (1848), Sirenernes Ø (1852) och Familieskatten (1855; svensk översättning 1877), reseskildringar och lyriska, episka och dramatiska dikter (Danmark bestaaer, 1848), nu nästan alldeles glömda. 
Under intryck av sin prästerliga verksamhet författade han Præstekald, en Samling Breve af Herodion (1858), betraktelser över kyrkliga förhållanden och prästens ställning, och de följdes av Søgnedagsprædikener af Præsten i Hvilsted (1860). Största uppmärksamhet väckte dock Thisteds Breve fra Helvede af M. Rowel (1866, 4:e upplagan 1871; översatt till flera språk, bland annat, i sammandrag, till svenska, 1867), som jämte en moraliserande, fantastisk teckning av de fördömdas tillstånd ger en sentimental framställning av ett kärleksförhållande. Hans sista bok var legendsamlingen Høgholt (1868). 